# Dolichopeza (Dolichopeza) dyura
Dolichopeza (Dolichopeza) dyura is een tweevleugelige uit de familie langpootmuggen (Tipulidae). De soort komt voor in het Australaziatisch gebied.